# Bases da muralha de Cascais
As bases da muralha que ligava os dois baluartes na praia da Ribeira ou praia do Peixe localizam-se na Freguesia de Cascais e Estoril, Município de Cascais, Distrito de Lisboa, em Portugal.
Foram classificadas como Imóvel de Interesse Público através do Decreto nº 129 de 29 de Setembro de 1977.